# Conognatha penai
Conognatha penai es una especie de escarabajo del género Conognatha, familia Buprestidae. Fue descrita científicamente por Moore en 1981.